# Simon Thompson
Simon Thompson (Melbourne, 10 de diciembre de 1977) es un deportista australiano que compitió en triatlón. Ganó una medalla de oro en el Campeonato Mundial por Relevos de 2003.

## Palmarés internacional
| Campeonato Mundial por Relevos | Campeonato Mundial por Relevos | Campeonato Mundial por Relevos | Campeonato Mundial por Relevos |
| Año                            | Lugar                          | Medalla                        | Prueba                         |
| ------------------------------ | ------------------------------ | ------------------------------ | ------------------------------ |
| 2003                           | Tiszaújváros (Hungría)         | Medalla de oro                 | Relevos                        |